# Thymaridas von Paros
Thymaridas von Paros (altgriechisch Θυμαρίδας Thymarídas) war ein griechischer Mathematiker, der zu den frühen Pythagoreern zählte. Er lebte in Paros, vermutlich in der ersten Hälfte des 4. Jahrhunderts vor Christus.
Über ihn ist wenig bekannt, einzig in den Schriften des Iamblichos von Chalkis wird er genannt. Er war wohlhabend, fiel aber aus unbekannten Gründen in Armut. Dies ergibt sich daraus, dass ein Thestor aus Poseidonia nach Paros segelte, um ihm mit für diesen Zweck gesammeltem Geld auszuhelfen.
Thymaridas schlug vor, Primzahlen geradlinig (εύθυγραμμικός) zu nennen, da sie nicht durch eine Fläche dargestellt werden können. Weiter gab er Lösungen für lineare Gleichungssysteme, speziell das Blume von Thymaridas genannte:
{\displaystyle x+x_{1}=a_{1}}
{\displaystyle x+x_{2}=a_{2}}
{\displaystyle ....}
{\displaystyle x+x_{n-1}=a_{n-1}}
{\displaystyle x+x_{1}+\dotsb +x_{n-1}=S}
mit der Lösung:
{\displaystyle x={\frac {a_{1}+\dotsb +a_{n-1}-S}{n-2}}}
und entsprechend durch Einsetzen für die übrigen Unbekannten {\displaystyle x_{i}}